# Curtiss C-46 Commando
Curtiss C-46 Commando är ett tvåmotorigt propellerdrivet transport- och passagerarplan med kolvmotorer som flög första gången 1940 och tillverkades i 3 181 exemplar av Curtiss-Wright Corporation. Kabinvolymen var dubbelt så stor som i DC-3, lastförmågan tre gånger så stor. 
Prototypen CW-20A var i drift hos brittiska BOAC mellan september 1941 och oktober 1943. Alla C-46 levererades till USA:s flygvapen (USAF) med undantag av 160 exemplar som tillverkades för USA:s marinkår med beteckningen R5C-1. 
Flera civila C-46 är fortfarande (2016) i drift i Kanada, Alaska och Sydamerika.

## Operatörer (ej komplett)

### Europa
- Alitalia
- Fred. Olsens Flyselskap(no)
- Lufthansa (inhyrd från Capitol Air(de) (Capitol International Airways)
- Luxembourg Airlines[3]
- Fairline (flygbolag)
- Società Aerea Mediterranea
- Tor-Air
- Transair Sweden

### Kanada och USA

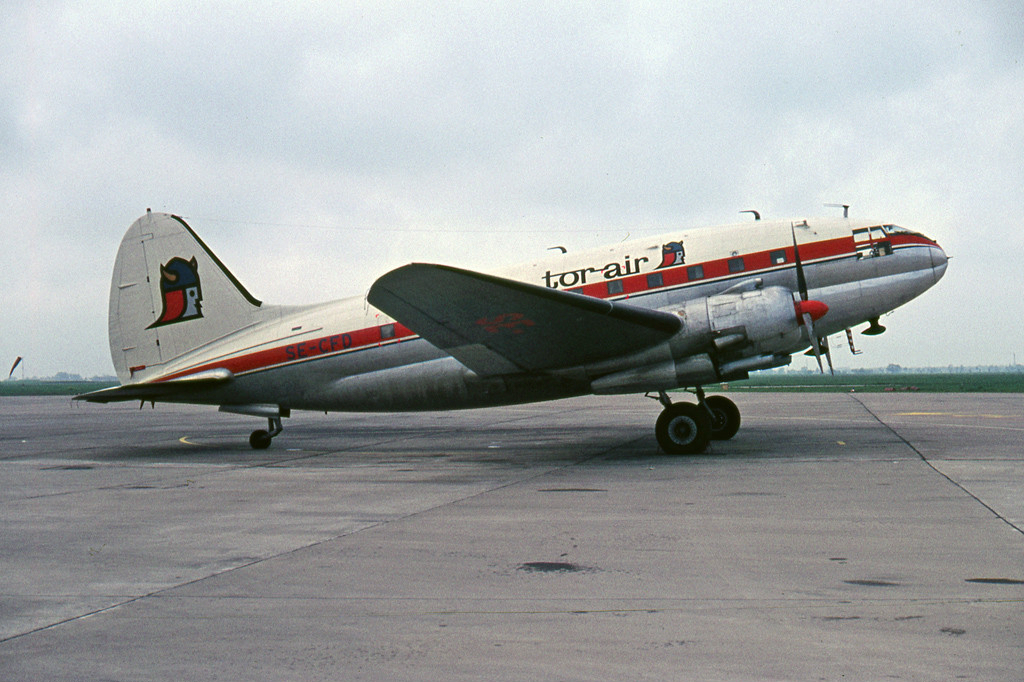
Tor-Air C-46F SE-CFD, 1965

- Alaska Airlines
- Buffalo Airways
- Capitol Airlines
- Civil Air Transport (Air America)
- Delta Airlines
- Fairbanks Air
- Modern Air Transport(de)
- Reeve Aleutian Airways
- Seaboard World Airlines
- Zantop Air Transport

### Övriga världen
- Air Jordan (Fluggesellschaft)(de)
- Avianca
- El Al
- Lebanese International Airways
- Linea Aeropostal Venezolana(de)
- REAL Transportes Aéreos(de)
- Royal Air Maroc
- VARIG

## Bildgalleri

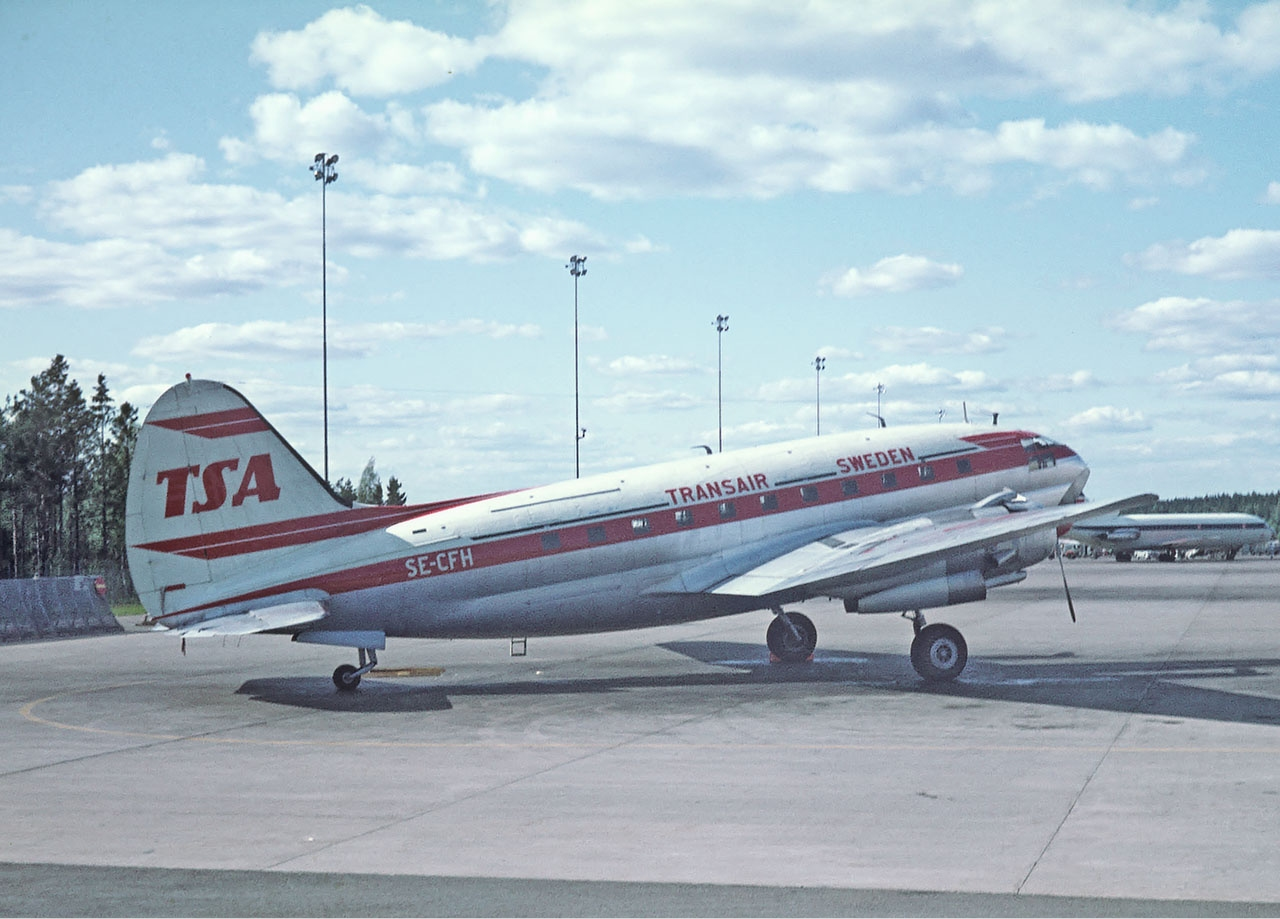
Transair Sweden C-46C SE-CFH, 1965
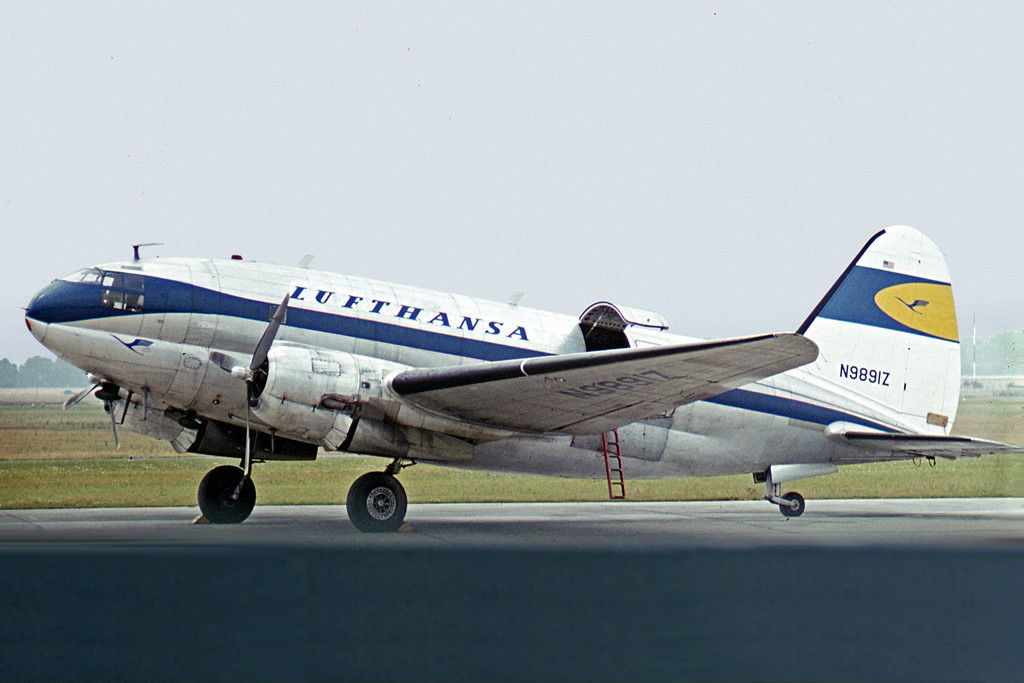
C-46D of Lufthansa/Capitol Air, Düsseldorf, 1964
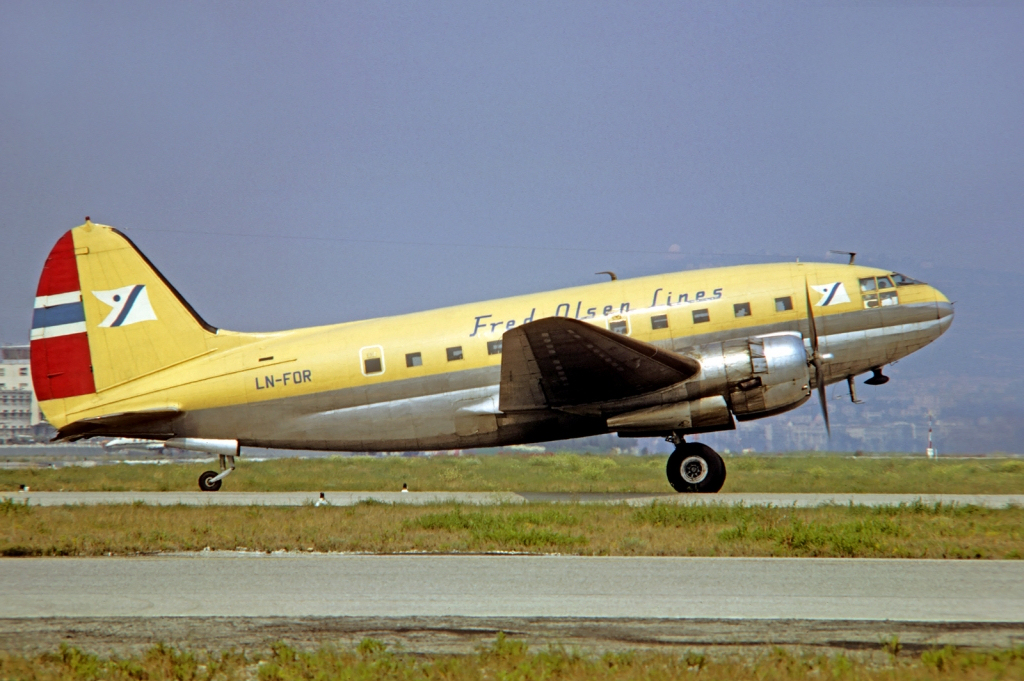
Fred Olsen C-46 LN-FOR, 1970
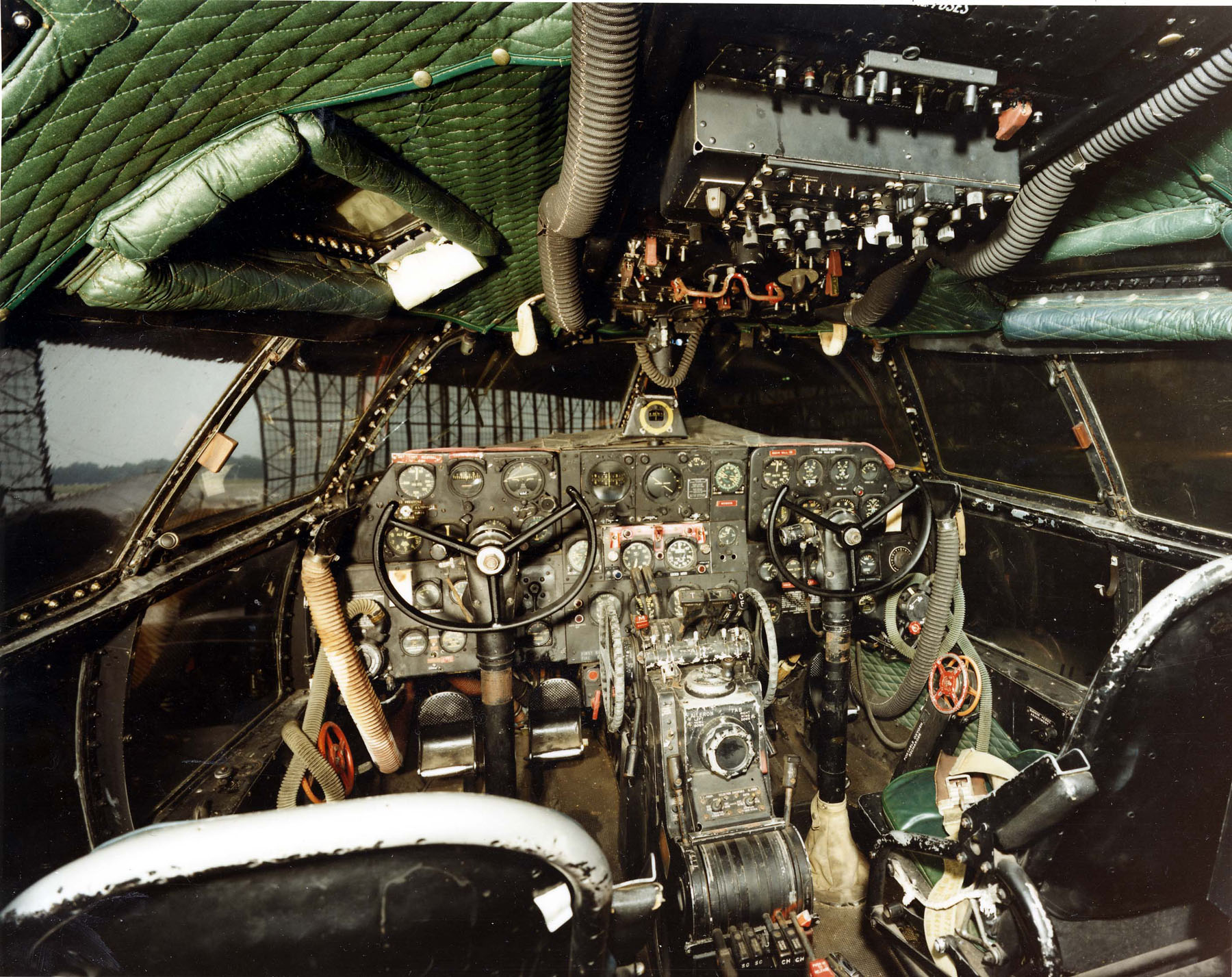
Cockpit av Curtiss C-46D Commando